# Juan Pablo Vargas
Juan Pablo Vargas Campos (født 6. juni 1995) er en costaricansk professionel fodboldspiller, som spiller for Categoría Primera A-klubben Millonarios og Costa Ricas landshold.